# Salão de Baile (Palácio de Buckingham)
O Salão de Baile do Palácio de Buckingham foi projetado por Sir James Pennethorne e foi inaugurado em maio de 1856. A decoração de interiores foi supervisionada por Ludwig Gruner e inspirada no design do Renascimento italiano. Esta aquarela mostra a segunda bola a ter lugar no novo espaço, o que proporcionou um contraste com a apertada Sala do Trono, onde as bolas tinham sido previamente realizadas.

## Descrição
O Salão de Baile conta com o Grande Orgão fornecido a Jorge III do Reino Unido em 1817 para a sala de musica Brighton Pavillion. A construção do Salão de Baile foi supervisionada pelo próprio marido da rainha Vitória, o príncipe Alberto de Saxe-Coburgo-Gota. As paredes são divididas por uma fileira de janelas e painéis "Raphaelesque" e grandes painéis com papel de parede, abaixo dos quais há um conjunto de banquetas em camadas.A sala foi completamente redesenhada em 1907, sob a direção de Eduardo VII, na moda Louis-Arts de estilo beaux-arts, com janelas oeil-de-boeuf e creme e ouro pintados.